# Томская епархия
Томская епархия — епархия Русской православной церкви, объединяющая приходы и монастыри в юго-восточной части Томской области. Входит в состав Томской митрополии.
Кафедральный город — Томск. Кафедральные соборы — Богоявленский в Томске и Покровский в Асино.

## История
В 1620 году была создана Тобольская епархия, в которую входила территория нынешней Томской епархии.
На Московском соборе Иерархов Православия, проходившем в 1666—1667 годах, было провозглашено: «Ради церковного устроения … и по богоревнивому желанию благочестивейшего Самодержца … Алексия Михайловича … мы — православные патриарси Паисий Божией милостию папа и патриарх Антиохийский и всего Востока, Иосиф — Московский и Всея Руссии, преосвященние митрополити, архиепископи и епископи и весь освященный Собор благословихом и утвердихом в царстве Сибирском, в Тобольске с окрестными грады, вместо архиепископии, митрополии быти, в Томске граде епископу…».
Учреждение самостоятельной кафедры было повторено (или подтверждено) 22 апреля 1832 года, и только в 1834 году в Томск назначается первый епископ, что положило начало практическому существованию епархии. Первому епископу Агапиту (Вознесенскому) был вручен в Чернигове жезл святителя Феодосия Черниговского, и эта святыня впоследствии предавалась от одного епископа к другому, став символом Томской епархии.
С образованием Томской епархии церковная жизнь в этом регионе становится более устроенной. Расцвета епархия достигла в годы епископского служения в ней святителя Макария (Невского).
После 1917 года начались гонения. К 1940 году все храмы епархии были закрыты, многие разрушены и осквернены, а епархия перестала существовать.
В 1945 году был вновь открыт Петропавловский собор, в 1946 году — Троицкая церковь. Позднее были открыты ещё три храма, которые вошли в состав Новосибирской епархии как Томское благочиние.
По определению Священного Синода от 7 октября 1995 года была вновь выделена отдельная Томская епархия из состава Новосибирской епархии.
Решением Священного Синода от 12 марта 2013 года из состава епархии выделена Колпашевская епархия. Томская епархия включена в состав Томской митрополии.

## Епископы
Томская епархия
- 12.08.1834 — 10.06.1840 — Агапит (Вознесенский)
- 25.06.1841 — 24.12.1853 — Афанасий (Соколов)
- 14.03.1854 — 13.09.1860 — Парфений (Попов)
- 13.09.1860 — 14.11.1864 — Порфирий (Соколовский)
- 10.01.1865 — 24.11.1866 — Виталий (Вертоградов)
- 12.03.1867 — 21.08.1868 — Алексий (Новоселов)
- 21.08.1868 — 8.10.1876 — Платон (Троепольский)
- 19.11.1876 — 9.07.1883 — Петр (Екатериновский)
- 6.08.1883 — 8.03.1886 — Владимир (Петров)
- 8.03.1886 — 12.01.1891 — Исаакий (Положенский)
- 26.05.1891 — 25.11.1912 — Макарий (Невский)
- 20.12.1912 — 30.07.1914 — Мефодий (Герасимов)
- 30.07.1914 — 12.07.1920 — Анатолий (Каменский)
- с конца 1919 года, март 1920 — начало 1921 — в/у Иаков (Пятницкий)
- декабрь 1921—1923 — Андрей (Ухтомский)
- 1921 (?) — 1922) в/у — Виктор (Островидов), епископ Уржумский
- 1923 — март 1927 — Димитрий (Беликов)
- 1928 — ноябрь 1930 — Герман (Коккель)
- 9.11.1930 — 10.10.1933 — Фостирий (Максимовский)
- 23.10.1933 — 21.05.1935 — Сергий (Васильков)
- 21.05 — 9.06.1935 — Борис (Шипулин)
- 9.06.1935 — 13.06.1936 — Серафим (Кокотов)
- 13.06.1936 — 17.09.1937 — Серафим (Шамшин)

Пресеклась, с конца 1940-х благочиние в составе Новосибирской епархии.
Томское викариатство Новосибирской епархии
- 16.05.1991 — 1.11.1993 — Софроний (Будько)

Томская и Асиновская епархия (с 12.03.2013 года Томская епархия)
- 10.12.1995 — 2.10.1997 — в/у Сергий (Соколов) , епископ Новосибирский
- 2.10.1997 — 6.10.1998 — Аркадий (Афонин)
- 6.10 — 27.12.1998 — в/у Сергий (Соколов), епископ Новосибирский
- с 28 декабря 1998 года — Ростислав (Девятов)

## Благочиния
По состоянию на январь 2023 года епархия разделена на четыре церковных округа:
- Градо-Томское благочиние
- Благочиние Томского района
- Восточное благочиние
- Центральное благочиние

## Монастыри
- Богородице-Алексеевский монастырь в Томске (мужской)